# Kielecki
Kielecki là một huyện thuộc tỉnh Świętokrzyskie của Ba Lan. Huyện có diện tích 2246 km². Đến ngày 1 tháng 1 năm 2016, dân số của huyện là 208 798 người và mật độ 93 người/km².